# Sheldon (Vorname)
Sheldon ist ein männlicher Vorname.

## Herkunft und Bedeutung
Sheldon ist ursprünglich ein Familienname, der später als Vorname verwendet wurde. Der Familienname leitet sich wiederum von mehreren Ortschaften namens Sheldon ab.

## Namensträger
- Sheldon Adelson (1933–2021), US-amerikanischer Unternehmer und Milliardär
- Sheldon Brookbank (* 1980), kanadischer Eishockeyspieler
- Sheldon Fox (1930–2006), US-amerikanischer Architekt
- Sheldon Lee Glashow (* 1932), US-amerikanischer Physiker, Nobelpreis 1979
- Sheldon Glueck (1896–1980), US-amerikanischer Kriminologe
- Sheldon Harnick (1924–2023), US-amerikanischer Singer-Songwriter
- Sheldon Lettich (* 1951), US-amerikanischer Filmregisseur, Drehbuchautor und Produzent
- Sheldon van der Linde (* 1999), südafrikanischer Profi-Rennfahrer
- Sheldon Moldoff (1920–2012), US-amerikanischer Comiczeichner
- Sheldon Whitehouse (* 1955), US-amerikanischer Politiker (Demokratische Partei)

## Fiktive Namensträger
- Professor Sheldon „Shelly“ Oberon, Figur aus dem US-Film Jumanji: Willkommen im Dschungel und Jumanji: The Next Level
- Sheldon Lee Cooper, Figur aus der US-Serie The Big Bang Theory
- Sheldon James Plankton, Figur aus der US-Serie SpongeBob Schwammkopf
- Sheldon Wallace, Figur aus der US-Serie Private Practice
- Dr. Sheldon Hawkes, Pathologe aus der Serie CSI New York